# Karen Bazzeo
Karen Bazzeo Camargo (Bauru, São Paulo, 18 de noviembre de 1985), artísticamente conocida como Dolorez Crochez, es una artista visual brasileña que utiliza el crochet-ganchillo como una herramienta para la expresión artística personal. Sus trabajos tratan sobre cuestiones relacionadas con la ocupación de los espacios públicos, la sociedad, el arte de la guerrilla, el feminismo y el amor. 

## Biografía
Karen Bazzeo nació y se crio en Bauru. Es licenciada en diseño editorial y desarrolló su práctica profesional durante 9 años. Vivió en Sao Paulo durante seis años y después de trabajar durante dos años como diseñadora se cuestionó su forma de trabajo. Después de dejar su trabajo, volvió a tejer como había hecho su madre y encontró en el crochet (ganchillo) una nueva manera de expresarse.
Sus primeros trabajos fueron pequeñas intervenciones en la calle y evolucionó hacia trabajos en asociaciones. Después de varias intervenciones, su obra fue aumentándose con frases, dibujos y otros asuntos que fueron inspirando su obra, como el rescate de la mujer tejedora en la historia y desarrollando diferentes vídeos en Youtube.
Sus herramientas de trabajo son hilos, lanas y pegamento para fijar las obras en las paredes.
Dolorez Crochez busca reivindicar diferentes cuestiones como el aborto, la posición social de las mujeres, las relaciones que se establecen entre las personas y la ciudad y el medio ambiente. Sus obras son sostenibles reutilizando materiales, intercambiándolos y rehusando otros.

## Proyectos
Entre los diferentes proyectos de la artista destacan algunos como La calle es mi pantalla en la que reivindica que la calle es mi lienzo y los hilos son mis pinturas. Con esta iniciativa persigue inspirar transformaciones educativas artísticas individuales y colectivas. En otro proyecto, Graffiti + Ganchillo, colabora con el graffitero Felipe Primat uniendo la tradición del ganchillo y las formas del grafiti y vincular así dos artes para que mundos tan diversos interactúen entre sí. Podemos encontrar también #asfloresdapele, proyecto realizado en colaboración con el fotógrafo Lucas Hirai. Dio lugar al retrato de 8 cuerpos de mujeres en las que se colocaron flores hechas con ganchillo. El título del proyecto traducido como " a flor de piel", pretende reivindicar la libertad femenina, su poder de creación y capacidad de expresión más allá de la erotización del cuerpo de las mujeres. Con el proyecto #Pegue1Coração busca mediante la intervención urbana, hacer el espacio y el paisaje menos gris, creando así un diálogo entre los transeúntes, el espacio y el arte. Implicando a los árboles locales y el medioambiente, la artista coloca corazones de ganchillo que las personas que pasean por la ciudad pueden coger.
Entre otras instalaciones, se destacan Maresia, hecha en Ladeira do Castro, en Río de Janeiro con el objetivo de revitalizar el lugar contando con unos 5 metros de ancho y 3 de alto. Algunos de sus proyectos se inspiran en diferentes músicas y poesías con las que se ha ido encontrando a lo largo de su vida.